# Veronica reverdattoi
Veronica reverdattoi är en grobladsväxtart som beskrevs av I.M. Krasnoborov. Veronica reverdattoi ingår i släktet veronikor, och familjen grobladsväxter. Inga underarter finns listade i Catalogue of Life.